# Liverpool (Texas)
Liverpool è un comune (city) degli Stati Uniti d'America della contea di Brazoria nello Stato del Texas. La popolazione era di 482 abitanti al censimento del 2010.

## Geografia fisica
Liverpool è situata a 29°17′57″N 95°16′39″W (29.299272, -95.277470).
Secondo lo United States Census Bureau, la città ha una superficie totale di 2,76 km², dei quali 2,76 km² di territorio e 0 km² di acque interne (0% del totale).

## Società

### Evoluzione demografica
Secondo il censimento del 2010, la popolazione era di 482 abitanti.

### Etnie e minoranze straniere
Secondo il censimento del 2010, la composizione etnica della città era formata dall'87,34% di bianchi, l'1,04% di afroamericani, lo 0,41% di nativi americani, lo 0% di asiatici, lo 0% di oceanici, il 10,17% di altre razze, e l'1,04% di due o più etnie. Ispanici o latinos di qualunque razza erano il 17,43% della popolazione.